# Дреслеров синдром
Дреслеров синдром представља скуп симптома који се јављају након инфаркта миокарда. У постинфарктном периоду може доћи до стварања антитела на антигене срчаног мишића.
Јавља се између прве и шесте недеље након акутног инфаркта миокарда и представља аутоимуни перикардитис, плеуритис или пнеумонитис. Болесник има повишену температуру и болове у грудима перикардијалног типа - бол локализован иза грудне кости, који се често шири у врат и леву лопатицу, има карактер стезања, појачава се при дубоком удисају, лежању на леђима, кашљању, окретању и сл.

## Дијагноза и лечење
Дијагноза се поставља на основу анамнезе, клиничке слике, електрокардиограма, ултразвука срца, лабораторијских анализа и серолошких испитивања.
У терапији се примењују салицилати и/или глукокортикоиди. Антикоагулантна терапија се у том периоду не спроводи.